# Potentilla stenophylla
Potentilla stenophylla là loài thực vật có hoa trong họ Hoa hồng. Loài này được (Franch.) Diels miêu tả khoa học đầu tiên năm 1912.